# Colonnové
Colonnové (italsky Colonna) je významný italský šlechtický rod, patřili také mezi papežskou šlechtu a zároveň mezi nejvýznamnější rody evropské vysoké šlechty.

## Dějiny
Zakladatelem tohoto rodu byl markrabě Alberich I. ze Spoleta (* před rokem 889 – † mezi roky 917–925). Jméno rodu pochází od obce Colonna nedaleko Tuskula v Albanských horách.
Rod Colonnů svůj původ odvozuje od hraběcího rodu Tuskulánů, kteří v 10. a 11. století drželi značnou moc ve městě Římě. Rodina také výrazně zasahovala do dění v papežském státě i římskokatolické církvi obecně. Z tohoto rodu pocházelo celkem osm papežů, mezi nimi také Martin V., zvolený na Kostnickém koncilu, který se ještě jako kardinál Odo z Colonny výrazně podílel na procesu s mistrem Janem Husem a po svém zvolení za papeže vystupoval ostře proti husitskému hnutí. Z řad tohoto rodu pocházeli také další kardinálové, jeho členové byli vévody a vojevůdci.
Dějiny rodu byly provázeny letitým konkurenčním bojem s rodinou Orsiniů o nadvládu nad městem Řím.
Jméno tohoto rodu nese také čtvrť (rione) Colonna v Římě.

## Významní členové

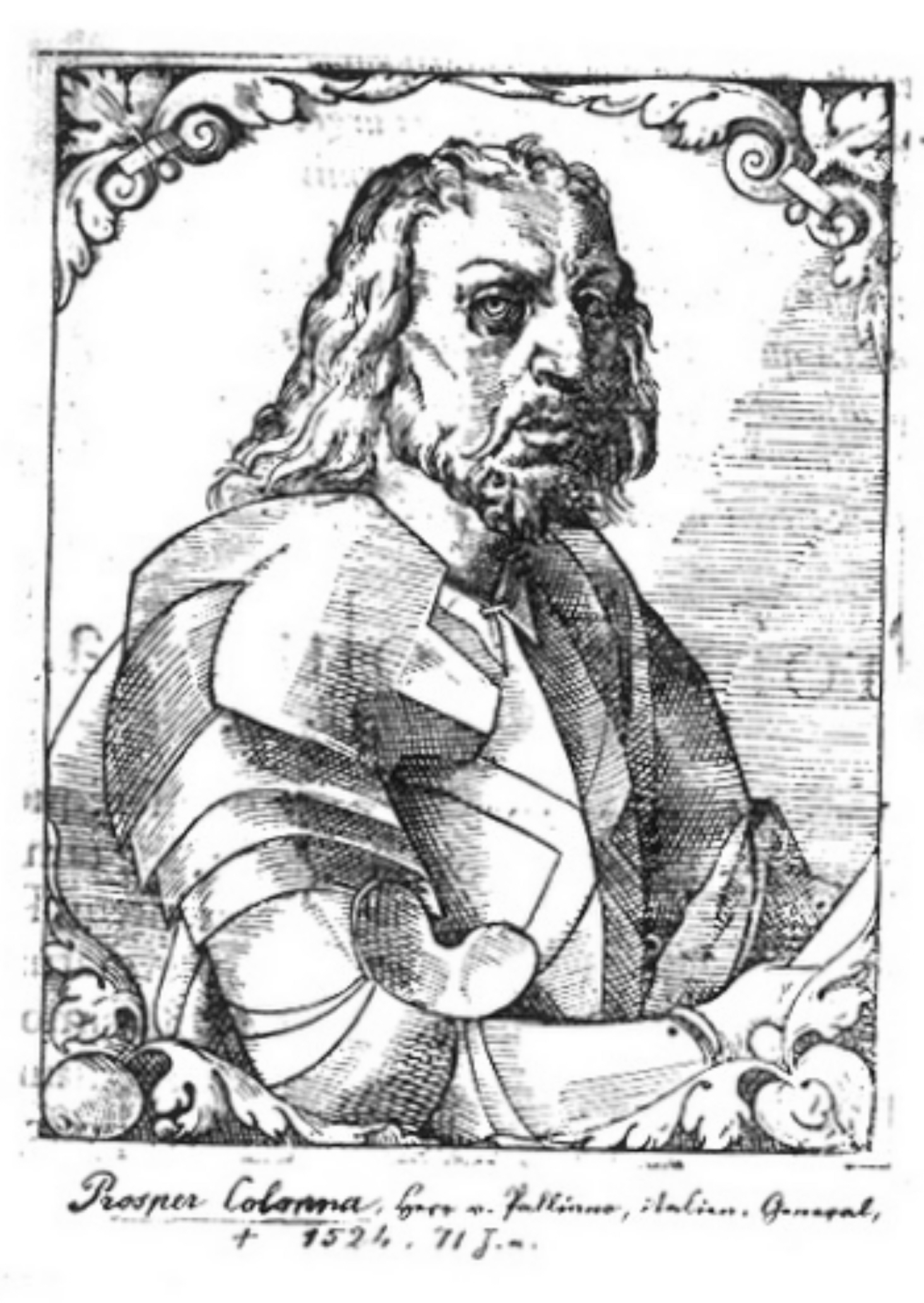
Prospero Colonna (1452–1523), pepžský kondotiér

- Oddo Colonna (1368–1431), papež Martin V. 1417–1431Prospero Colonna (1452–1523), pepžský kondotiérBlahoslavená Markéta Colonna (asi 1255–1280)

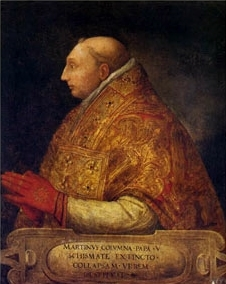
Oddo Colonna (1368–1431), papež Martin V. 1417–1431

- Stefano Colonna (1265–asi 1348), vlivný šlechtic středověkého Říma a císařský vikář na počátku 14. století
- Jacopo Colonna (1250–1318), kardinál
- Giacomo Colonna (1270–1329), který se podílel na útoku v Anagni proti papeži Bonifáci VIII.
- Giovanni Colonna (1295–1348), vlivný kardinál během avignonského papežství
- Oddone Colonna (1369–1431), jehož zvolením papežem Martinem V. v roce 1417 skončilo papežské schizma
- Ludovico Colonna (1390–1436), kondotiér
- Prospero I. Colonna (1410–1463), kardinál
- Fabrizio Colonna (asi 1450–1520), otec Vittorie Colonny a generál Svaté ligy
- Prospero Colonna (1452–1523), bojoval po boku svého bratrance Fabrizia Colonny
- Francesco Colonna (asi 1453–asi 1517), považován za autora Hypnerotomachia Poliphili podle akrostichu v textu
- Marcantonio I. Colonna (1478–1522), kondotiér 15.–16. století
- Pompeo Colonna (1479–1532), kardinál, synovec Prospera Colonny, neapolský místokrál 1530–1532
- Vittoria Colonna (1490–1547), přítelkyně Michelangela; v roce 1507 se provdala za španělsko-italského Fernanda d'Avalos, markýze z Pescary († 1525); po ovdovění adoptovala Alfonse d'Avalos, markýze del Vasto, synovce svého manžela
- Pirro Colonna (1500–1552), kapitán 16. století ve službách Karla V., císaře Svaté říše římské
- Marco Antonio Colonna (1523–1597), kardinál
- Marcantonio II. Colonna mladší (1535–1584), vévoda z Tagliacozza; syn Ascania Colonny a Juany Aragonské; účastnil se námořní bitvy u Lepanta proti Turkům 7. října 1571 a byl sicilským místokrálem 1577–1584; kníže z Paliana
- Ascanio Colonna (1560–1608), kardinál
- Federico Colonna y Tomacelli, kníže z Butery (1601–1641), valencijský místokrál ve Španělsku (1640–1641), katalánský místokrál (1641); velkokonstábl Neapolského království (1639–1641), stejně jako jeho otec Filippo I. Colonna (1578 – 11. dubna 1639).
- Marcantonio V. Colonna (1606/1610–1659), kníže z Paliana
- Lorenzo Onofrio Colonna, aragonský místokrál, 1678–1681, ve Španělsku
- Prospero II. Colonna (1662–1743), kardinál
- Carlo Colonna (1665–1739), kardinál, jmenován Klementem XI. v roce 1706
- Marcantonio Colonna (1724–1793), kardinál
- Giovanni Antonio Colonna (1878–1940), politik
- Guido Colonna di Paliano (1908–1982), diplomat a evropský komisař